# Jacobo Ficher
Jacobo Ficher (ur. 15 stycznia 1896 w Odessie, zm. 9 września 1978 w Buenos Aires) – argentyński kompozytor, dyrygent i skrzypek pochodzenia rosyjskiego.

## Życiorys
Gry na skrzypcach uczył się w Odessie u Piotra Stoliarskiego. W latach 1912–1917 kształcił się w Konserwatorium Petersburskim w klasie skrzypiec Leopolda Auera oraz w zakresie kompozycji, kontrapunktu i orkiestracji u Wasilija Kałafatiego, Maksimiliana Sztajnberga, Nikołaja Czeriepnina i Nikołaja Sokołowa. Od 1917 do 1923 roku był koncertmistrzem orkiestry opery petersburskiej. W 1923 roku wyemigrował do Argentyny. Osiadł w Buenos Aires, gdzie działał jako dyrygent, skrzypek i pedagog. Wykładał na Universidad Nacional de La Plata. Był współzałożycielem propagującej elementy narodowe w muzyce Grupo Renovación (1929) i ligi kompozytorów argentyńskich (1947). Od 1966 roku uczył kompozycji w konserwatorium im. Manuela de Falli w Buenos Aires i w instytucie sztuki przy Teatro Colón. Był członkiem Academia Nacional de Bellas Artes.
W początkowym okresie swojej twórczości wykorzystywał elementy muzyki żydowskiej i rosyjskiej, później czerpał także z argentyńskiego folkloru muzycznego. Korzystał ze środków muzycznych i form charakterystycznych dla XIX-wiecznej muzyki europejskiej, niewykorzystywanych wcześniej szerzej w argentyńskiej muzyce artystycznej.

## Wybrane kompozycje
(na podstawie materiałów źródłowych)

### Utwory orkiestrowe
- 10 symfonii (I 1932, II 1933, III 1938–1940, IV 1946, V 1947, VI 1956, VII 1958–1959, VIII 1965, IX 1973, X 1976–1977)
- 2 suity symfoniczne (I 1926–1966, II 1926–1962)
- poemat symfoniczny Poema heróico (1928)
- poemat symfoniczny Sulamita (1927–1960)
- Obertura patética Exodus (1928–1960)
- Tres bocetos inspirados en el Talmud (1930)
- Koncert skrzypcowy (1942)
- suita Gaucho na orkiestrę kameralną (1944)
- Preludio, coral y fuga na orkiestrę kameralną (1945)
- 3 koncerty fortepianowe (I 1945, II 1954, III 1964)
- Serenata na orkiestrę smyczkową (1947)
- poemat symfoniczny Hamlet (1948)
- Seis fábulas na orkiestrę kameralną (1951)
- Suita na orkiestrę kameralną (1953)
- uwertura Don Segundo Sombra (1954)
- Koncert na harfę i orkiestrę (1955)
- Oda a la libertas na recytatora i orkiestrę (1957)
- Variaciones y fuga sobre un tema de Mozart (1961)
- Obertura festiva (1962)
- Koncert fletowy (1968)
- Capricho argentino (1972)
- Koncert wiolonczelowy (1974)
- Obertura dramática (1975)

### Utwory kameralne
- 4 kwartety smyczkowe (I 1927–1947, II 1936, III 1943, IV 1952)
- Suite en estilo antiguo na kwartet dęty drewniany, róg i trąbkę (1930)
- Trio na fortepian, skrzypce i wiolonczelę (1935)
- Kwartet saksofonowy (1957)
- Kwintet fortepianowy (1961)
- Kwintet dęty (1969)
- Tres piezas na instrumenty dęte blaszane i perkusję (1971)
- Introducción y allegro na fortepian, skrzypce, altówkę, flet, obój i fagot (1971)

### Utwory wokalno-instrumentalne
- Salmo de alegría na solistów, chór i orkiestrę (1949)
- Mi aldea na sopran, kontralt, tenora i orkiestrę kameralną (1958)
- Kadish na solistów, chór i orkiestrę (1969)

### Opery
- El oso (1952)
- Pedido de mano (1956)

### Balety
- Colombina de hoy (1933)
- Los invitados (1933)
- Melchor (1939)
- Golondrina (1943)